# Dominique Leblanc
 (mai 2025).
Motif : aucune source secondaire centrée
- Archive Wikiwix
- Bing
- Cairn
- DuckDuckGo
- E. Universalis
- Gallica
- Google
- G. Books
- G. News
- G. Scholar
- Persée
- Qwant
- (zh) Baidu
- (ru) Yandex
- (wd) trouver des œuvres sur Wikidata

| 1. | Préciser le motif de la pose du bandeau. | Précisez le motif de la pose du bandeau en utilisant la syntaxe suivante : {{admissibilité à vérifier\|date=juin 2025\|motif=remplacez ce texte par le motif}}                         |
| 2. | Informer les utilisateurs concernés.     | Pensez à avertir le créateur de l'article, par exemple, en insérant le code ci-dessous sur sa page de discussion : {{subst:avertissement admissibilité à vérifier\|Dominique Leblanc}} |

 (mai 2025).
La mise en forme du texte ne suit pas les recommandations de Wikipédia : il faut le « wikifier ».
Les points d'amélioration suivants sont les cas les plus fréquents :
- Les titres sont pré-formatés par le logiciel. Ils ne sont ni en capitales, ni en gras.
- Le texte ne doit pas être écrit en capitales (les noms de famille non plus), ni en gras, ni en italique, ni en « petit »…
- Le gras n'est utilisé que pour surligner le titre de l'article dans l'introduction, une seule fois.
- L'italique est rarement utilisé : mots en langue étrangère, titres d'œuvres, noms de bateaux, etc.
- Les citations ne sont pas en italique mais en corps de texte normal. Elles sont entourées par des guillemets français : « et ».
- Les listes à puces sont à éviter, des paragraphes rédigés étant largement préférés. Les tableaux sont à réserver à la présentation de données structurées (résultats, etc.).
- Les appels de note de bas de page (petits chiffres en exposant, introduits par l'outil «  Source ») sont à placer entre la fin de phrase et le point final[comme ça].
- Les liens internes (vers d'autres articles de Wikipédia) sont à choisir avec parcimonie. Créez des liens vers des articles approfondissant le sujet. Les termes génériques sans rapport avec le sujet sont à éviter, ainsi que les répétitions de liens vers un même terme.
- Les liens externes sont à placer uniquement dans une section « Liens externes », à la fin de l'article. Ces liens sont à choisir avec parcimonie suivant les règles définies. Si un lien sert de source à l'article, son insertion dans le texte est à faire par les notes de bas de page.
- La présentation des références doit suivre les conventions bibliographiques. Il est recommandé d'utiliser les modèles {{Ouvrage}}, {{Chapitre}}, {{Article}}, {{Lien web}} et/ou {{Bibliographie}}. Le mode d'édition visuel peut mettre en forme automatiquement les références.
- Insérer une infobox (cadre d'informations à droite) n'est pas obligatoire pour parachever la mise en page.

Pour une aide détaillée, merci de consulter Aide:Wikification.
Si vous pensez que ces points ont été résolus, vous pouvez retirer ce bandeau et améliorer la mise en forme d'un autre article.
 (mai 2025).
Pour les articles homonymes, voir Leblanc.
Dominique Leblanc est un pianiste, compositeur et arrangeur de jazz créole originaire de Guadeloupe. Il est reconnu pour son travail de fusion entre les musiques traditionnelles guyanaises et caribéennes et le jazz contemporain.

## Biographie
Dominique Leblanc naît à Capesterre-Belle-Eau, en Guadeloupe. Il poursuit ses études musicales en Guyane, notamment à l'école de musique Edgar Nibul.
En 2004, il fonde le Jazz Kreyol Trio avec le bassiste Nicolas Noyon et le batteur Hervé Laval. Le groupe explore les musiques traditionnelles guyanaises (kamougé, bélia-gragé, kaladja, boula) en les fusionnant avec les codes du jazz moderne.
Le premier album du trio, intitulé Obsessions, est publié en 2006 sous le label Tinkiso. L'œuvre reçoit le Lindor du meilleur album de jazz créole en 2007.
En 2009, Dominique Leblanc sort Nos Richesses, un album mêlant compositions originales et adaptations instrumentales de chants traditionnels guyanais tels que "Angelina" et "La ri zabim". Cet album remporte également un Lindor du meilleur album de jazz créole.
Dominique Leblanc s'est produit sur plusieurs scènes importantes, notamment au Kayenn Jazz Festival en 2006 et 2009, ainsi qu'au club Le Baiser Salé à Paris.

## Discographie
- Obsessions (2006, Tinkiso)
- Nos Richesses (2009, Debs Music)

## Récompenses
- Lindor du meilleur album de jazz créole (2007, pour Obsessions)
- Lindor du meilleur album de jazz créole (2009, pour Nos Richesses)

### 📺 Performances disponibles en vidéo
Des extraits de ses concerts sont disponibles sur son site officiel :
- Festival Biguine Jazz 2011 (Martinique) Performance du Jazz Kreyol Trio.
- Kayenn Jazz Festival 2006 (Guyane) Extrait de la performance du trio.
- Ciné-Théâtre du Lamentin 2012 (Guadeloupe) Interprétation du titre "Obsessions".SlideToDoc+1jazzkreyol.wixsite.com+1
- Jazz Kreyol Trio – 28/10/2010 Performance du morceau "La porte du ciel".jazzkreyol.wixsite.com+1SlideToDoc+1